# Rozsiewacz nawozów

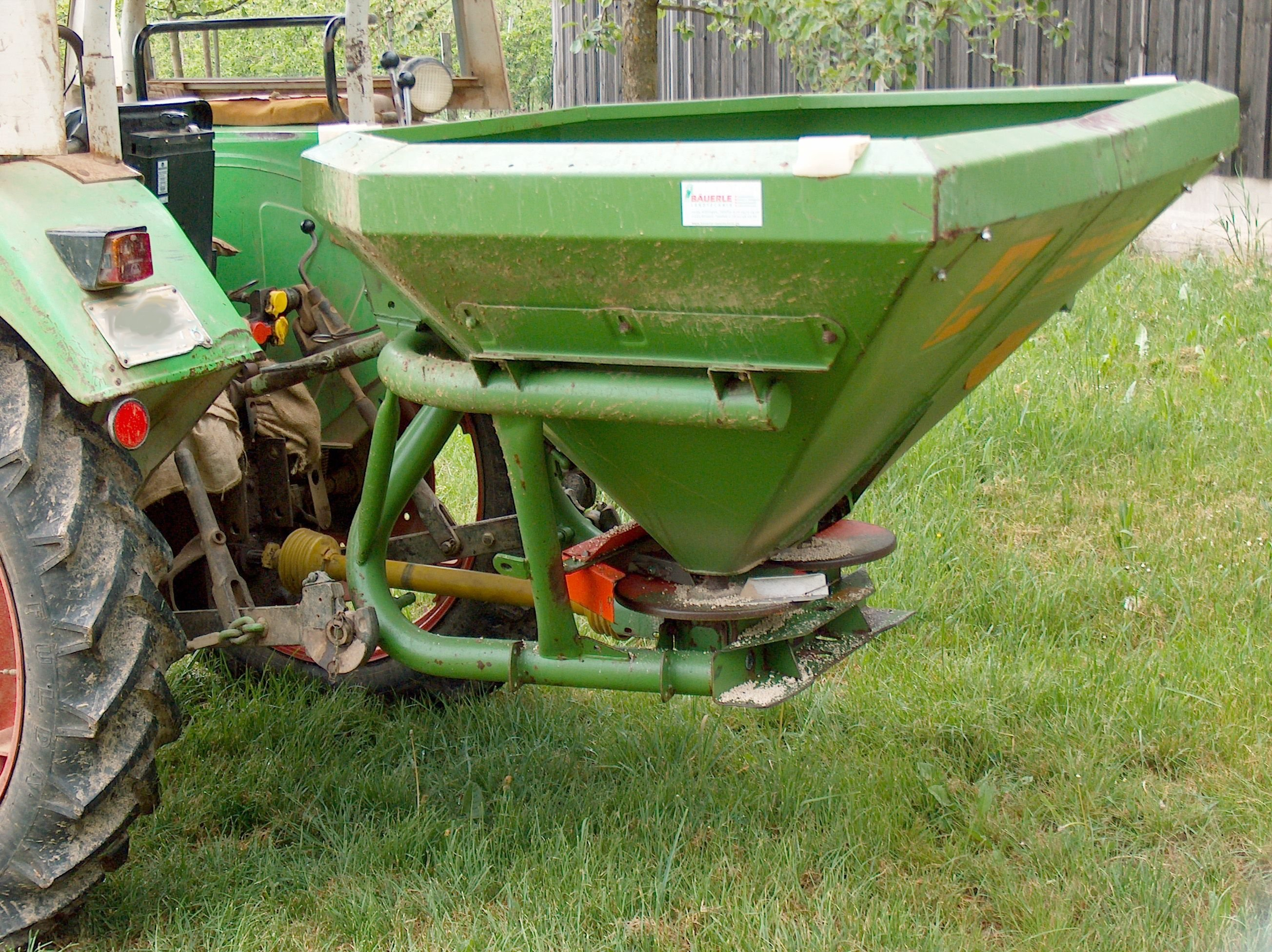
Rozsiewacz tarczowy zawieszany

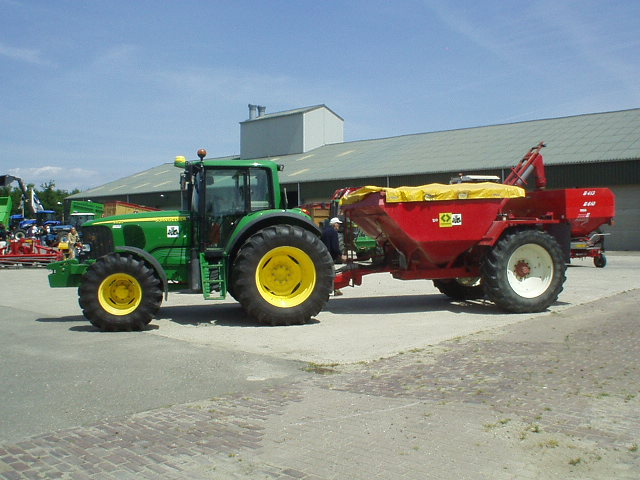
Rozsiewacz przyczepiany

Rozsiewacz nawozów – maszyna rolnicza służąca do równomiernego rozsiewania nawozów sztucznych. Służy do nawożenia zbóż, jak i roślin okopowych.
Ze względu na sposób montowania rozróżnia się dwa rodzaje rozsiewaczy:
- rozsiewacz przyczepiany posiadający własną oś z kołami, ciągnięty w czasie pracy przez ciągnik,
- rozsiewacz zawieszany montowany bezpośrednio do ciągnika za pomocą trójpunktowego układu zawieszenia (TUZ).

Zależnie od sposobu umieszczania nawozu na powierzchni gleby rozsiewacze dzielą się na:
- tarczowe (odśrodkowe) – elementem roboczym jest przynajmniej jedna obracająca się tarcza z łopatkami, na którą zsuwają się cząstki nawozu i są rozrzucane na pewną odległość od rozsiewacza[1]
- wahadłowe – elementem rozsiewającym nawóz jest przewód rurowy zamontowany tak, że może wykonywać ruchy wahadłowe[2]
- pneumatyczne – nawóz rozsiewany jest na powierzchnię gleby strumieniem powietrza wytwarzanym przez dmuchawę, tego rodzaju rozsiewacze dają najlepszą równomierność rozsiewu[3]